# میکا (استان ماسوویان)
میکا (به لاتین: Mika) یک روستا در لهستان است که در گمینا ترویانوو واقع شده‌است.